# Lisa Gets the Blues
"Lisa Gets the Blues" (Lisa entiende el Blues en Hispanoamérica y Lisa siente el Blues en España) es el decimoséptimo episodio de la vigesimonovena temporada de la serie de televisión animada Los Simpson, y el episodio 635 de la serie en general. Se emitió en los Estados Unidos en Fox el 22 de abril de 2018. Su estreno en Hispanoamérica fue el 29 de julio de 2018. En este episodio, la familia viaja a Nueva Orleans donde intentan que Lisa recupere su amor por el jazz mientras que Bart busca venganza por una broma de Jimbo y su pandilla.
El episodio fue dedicado en memoria de R. Lee Ermey, quien interpretó al Coronel Leslie "Hap" Hapablap en los episodios "Sideshow Bob's Last Gleaming" y "Waiting for Duffman" y que falleció el 15 de abril de 2018.

## Secuencia de apertura
El episodio inicia con un cold open, mostrando el cortometraje "The Aquarium", producido para el show de Tracey Ullman a fines de los 80.  La introducción tradicional se ve modificada con el título cambiando a "The Flintstones" (y luego "The Simpstones") antes de volver a la normalidad, pero el gag es interrumpido cuando Lisa sale de la escuela con su saxofón.

## Argumento
Lisa va a la calle tras salir de la clase del profesor Largo, quien le dice a Lisa que debería renunciar al saxofón, puesto que hay muchas personas mucho mejores que ella, un consejo apoyado por el Director Skinner (secundado por lo restante del gag del sofá incompleto).
En casa, Marge intenta convencer a Lisa de tocar su saxofón frente a su familia, pero ésta no puede. Buscando en Internet, descubre que tiene yips, un trastorno mental que inhabilita hasta al más diestro en una cierta tarea sin razón aparente. Para ayudarla a recuperar su confianza, Marge planea llevar a la familia al cumpleaños N° 100 de su media-tía abuela Eunice, quien vive en Gainesville, Florida. Para zafarse de viajar a Gainesville, Homer provoca un disturbio dentro del avión con ayuda de Bart. Una vez logrado su cometido, el capitán del avión anuncia que harán un aterrizaje de emergencia en Nueva Orleans, hecho que hace que todos estén felices. 
Aprovechando su estancia en Nueva Orleans, Marge sugiere que Lisa disfrute el panorama musical de la ciudad, pero al ver que ésta sigue triste y pesimista, opta por dejar a Homer a cargo de Lisa. Bajo su tutela, Homer lleva a Lisa a varios restaurantes de la ciudad para hacerle olvidar su tristeza, lo cual no funciona. Al llevarle al monumento de Louis Armstrong, Homer piensa en darle un momento privado a Lisa frente a la estatua, lo que hace que Lisa comience a hablar con esta. Curiosamente, la estatua cobra vida y le recomienda a Lisa seguir con la música, y que escuche a Homer, aunque a ella no le gusta mucho la idea. 
Mientras tanto, Marge lleva a Bart a una tienda vudú donde éste encuentra muñecos vudú. Previamente al viaje, Bart le había jugado una broma a Jimbo, hecho que hace que los bravucones se venguen sometiendo a Bart a la humillación pública, disfrazándolo con un vestido y obligado a cantar frente a todos los estudiantes de la Escuela Primaria de Springfield. Al ver los muñecos, Bart decide hacer magia vudú sobre Jimbo, Kearney y Dolph como forma de venganza.
Ya por la tarde, Lisa y Homer van a un bar llamado "The Spotted Cat" para apreciar un show de jazz. Inicialmente, Lisa sigue siendo pesimista pero el líder de la banda la llama al escenario para tocar el saxofón con ellos. Pronto, se revela que dicho músico era sobrino del fallecido "Bleeding Gums" Murphy, y le comenta lo que su tío expresaba sobre Lisa y el gran futuro que tenía como saxofonista. A partir de ello, el músico persuade a Lisa para ser parte de la banda, a lo que ella accede al recuperarse de su mal momento y volver a ser feliz con la música. De regreso en Springfield, Lisa sigue tocando y se reencuentra con el espíritu de Armstrong, quien tristemente expresa su deseo de volver a estar vivo.
El episodio termina con Homer, Lisa y Bart comiendo beignets en el Café Du Monde. Tras una charla entre ellos, Homer fuerza a Bart a comerse un beignet, el cual impacta a éste de la misma forma que a él y a Lisa.